# مسعود رسام
مسعود رسام (زادهٔ ۵ دی ۱۳۳۶ در تهران – درگذشتهٔ ۱۰ آبان ۱۳۸۸ در تهران) کارگردان و تهیه‌کننده تلویزیونی ایرانی بود.
وی دانش‌آموخته مدرسه عالی تلویزیون و (سینما) بود. نخستین فعالیت‌های رسام در زمینه‌های تئاتر و تلویزیون در سال ۱۳۵۸ آغاز شد.

## فعالیت‌ها و آثار
فهرست آثاری که مسعود رسام تهیه‌کنندگی یا کارگردانی آن‌ها را (به تنهایی یا با همکاری شخص دیگری) برعهده داشته است:
- چاق و لاغر
- دنیای شیرین
- دنیای شیرین دریا
- میم، الف، دال، ر مادر
- سیب خنده
- همسران
- خانه سبز
- سرزمین سبز
- مروارید سرخ
- تولدی دیگر
- دریایی‌ها
- غیرمحرمانه
- بزرگمرد کوچک
- نوعی دیگر
- سرزمین
- قطار ابدی
- مجید دلبندم
- علی و غول جنگل
- دو مرغابی در مه
- مأموریت
- منبع موثق
- هاچین و واچین
- در خانه
- محله بهداشت
- از نو بسازیم
- محله برو بیا
- برده رقصان
- کیف
- شازده کوچولو
- این خانه دور است
- پیر وفا (تاریخ اسلام)

## درگذشت
رسام در ساعت ۱۴ عصر روز یکشنبه ۱۰ آبان ۱۳۸۸ در بیمارستان لاله تهران در پی بیماری سرطان خون درگذشت.